# Billawar
Billawar is een plaats en “notified area” in het district Kathua van het Indiase unieterritorium Jammu en Kasjmir.

## Demografie
Volgens de Indiase volkstelling van 2001 wonen er 4.905 mensen in Billawar, waarvan 57% mannelijk en 43% vrouwelijk is. De plaats heeft een alfabetiseringsgraad van 70%.